# Bataille de Konotop (1659)
Pour les articles homonymes, voir Bataille de Konotop.
Guerre russo-polonaise (1654–1667)
Batailles
- Smolensk
- Chklow
- Szepielewicze
- Ochmatów
- Vilnius
- Horodok
- Ozerna
- Verkiai
- Miadzel
- Konotop
- Liakhavitchy
- Połonka
- Lioubar
- Słobodyszcze
- Bassia
- Tchoudniv
- Kuszliki
- Hloukhiv
- Stawiszcze

La bataille de Konotop se déroula le 29 juin 1659, pendant la guerre russo-polonaise qui opposa la république des Deux Nations au tsarat de Russie de 1654 à 1667. Les Polonais et les Cosaques ont vaincu les Russes et leurs alliés et ont contraint la principale armée russe à interrompre le siège de Konotop. Cependant, le résultat de la bataille n'a fait qu'intensifier les tensions politiques en Ukraine et a conduit à la destitution de Ivan Vyhovsky quelques mois plus tard. Cela signa le début de la « ruine de l'Ukraine ».

## Sources
- (en) Cet article est partiellement ou en totalité issu de l’article de Wikipédia en anglais intitulé « Battle of Konotop » (voir la liste des auteurs).